# Nancy Comelli
Nancy Comelli (Udine, 23 gennaio 1983) è una showgirl e conduttrice televisiva italiana.

## Biografia
Nata ad Udine il 23 gennaio 1983, da padre friulano e madre ungherese, dopo gli inizi di modella, grazie al suo corpo longilineo e poco esuberante, esordisce in tv a 19 anni nel 2002, quando subentra a Miriana Trevisan come valletta del celebre programma di Mike Bongiorno La ruota della fortuna. Rimarrà nel programma fino alla chiusura dello stesso, il 20 dicembre 2003. Risulterà essere l'ultima delle vallette di Bongiorno dato che nei successivi programmi non saranno previste. Tuttavia, continuò ad affiancarlo fino al 2006 nella conduzione di numerose televendite per Mediaset.
Nel 2004 partecipa come ospite al programma Veline. Nel 2006 conduce con lo chef Walter Martino, il programma televisivo La cucina di Walter, una scuola di cucina per principianti con ospiti vip, su SKY Italia, mentre l'anno successivo è concorrente per il reality di Canale 5 Uno due tre stalla. Nel 2008 conduce su Match Music il programma televisivo Summer Giovani, un concorso canoro rivolto a musicisti emergenti di Lucca e Provincia.